# Heineken España
Heineken España pertenece al grupo neerlandés Heineken International y es el resultado de la fusión en el año 2000 de Grupo Cruzcampo y El Águila-Heineken. Tiene su sede social en Sevilla, con oficinas también en Madrid, y cuenta en la actualidad con cuatro centros productivos: Sevilla, Madrid, Valencia y Jaén. La producción anual en 2011 fue de diez millones de hectólitros obteniendo un beneficio de 20 millones de euros.

## Historia
En 1903 sale al mercado la cerveza El Águila, producida en una fábrica de la calle General Lacy de Madrid.
En 1904 se funda la primera fábrica de cerveza de La Cruz del Campo en Sevilla y, en ese mismo año, sale al mercado la primera cerveza Cruzcampo. En 1929 participará en la Exposición Iberoamericana de Sevilla, siendo ésta la primera vez que exponga su producto en una muestra internacional. 
En 1941 El Águila comienza la construcción de la nueva fábrica de Valencia.
Desde finales de los 70 hasta mediados de los 80 Cruzcampo vive una etapa de expansión: compra las empresas Henninger España, Industrial Cervecera Sevillana, Cervezas Alcázar y Juan y Teodoro Kutz S.A..
En 1984 Heineken N.V., la cuarta empresa cervecera del mundo, compra El Águila.
En 1991 Cruzcampo pasa a formar parte de la británica Guinness Brewing Worldwide. En 1995 nace la fundación Cruzcampo, con sede en Sevilla.
En 2000 Heineken International compra el Grupo Cruzcampo creando el grupo Heineken España. Ese mismo año el grupo crea la Escuela de Hostelería Gambrinus, con sede central en Sevilla.
En 2009 cerró su fábrica de Arano, en Navarra.
Desde 2001 a 2010 Heineken España fue patrocinadora del Festival de Benicàssim.
En enero de 2022, Etienne Strijp fue designado nuevo presidente de Heineken España en sustitución de Guillaume Duverdier.

## Marcas

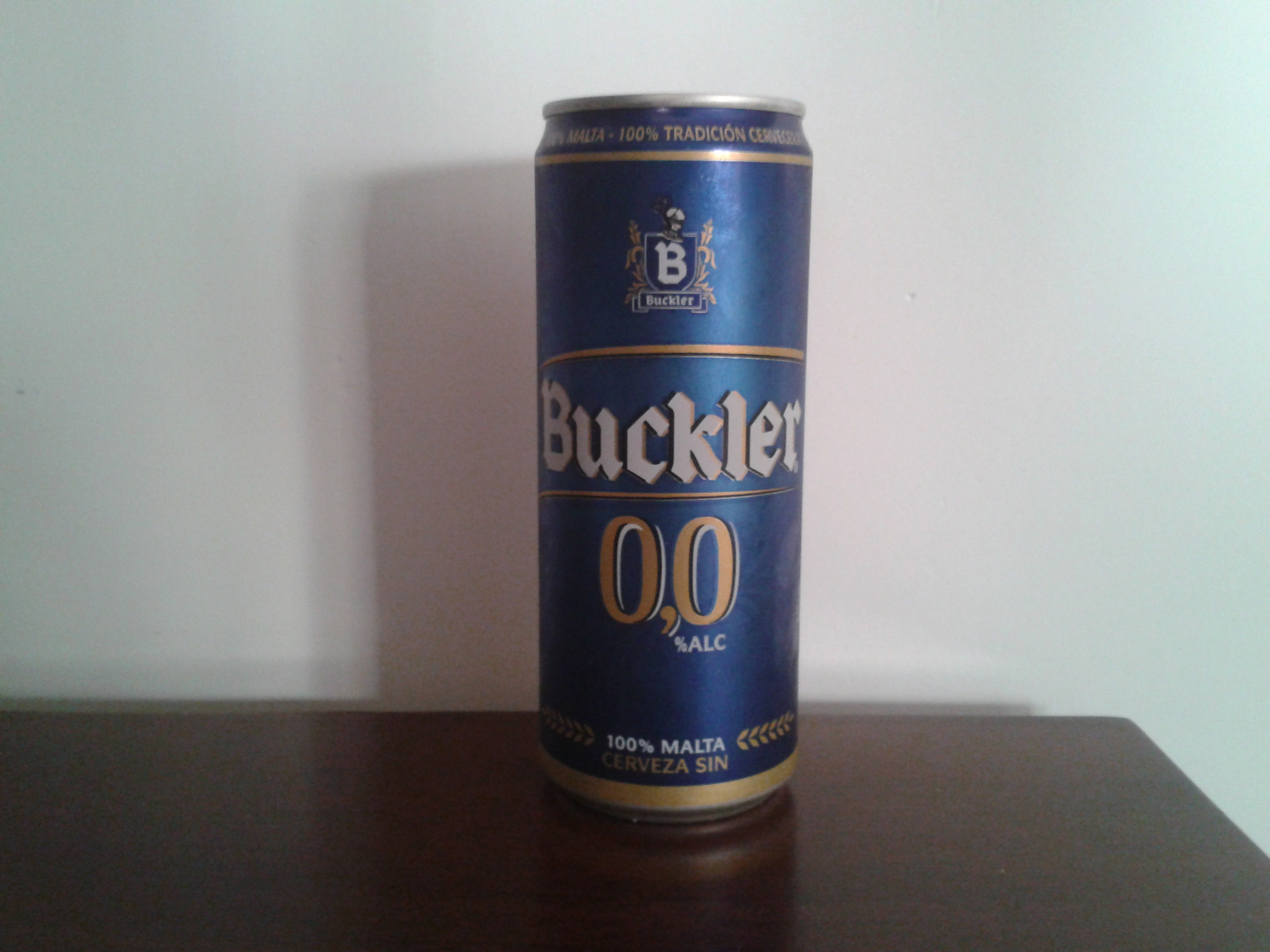
Lata de Buckler 0,0, sin alcohol

### Marcas de Heineken España
- Heineken

- Cruzcampo
- Cruzcampo Gran Reserva
- Cruzcampo Light
- Cruzcampo Sin
- Cruzcampo Radler
- Cruzcampo Cruzial
- Shandy Cruzcampo (Limón, Naranja y Zero)

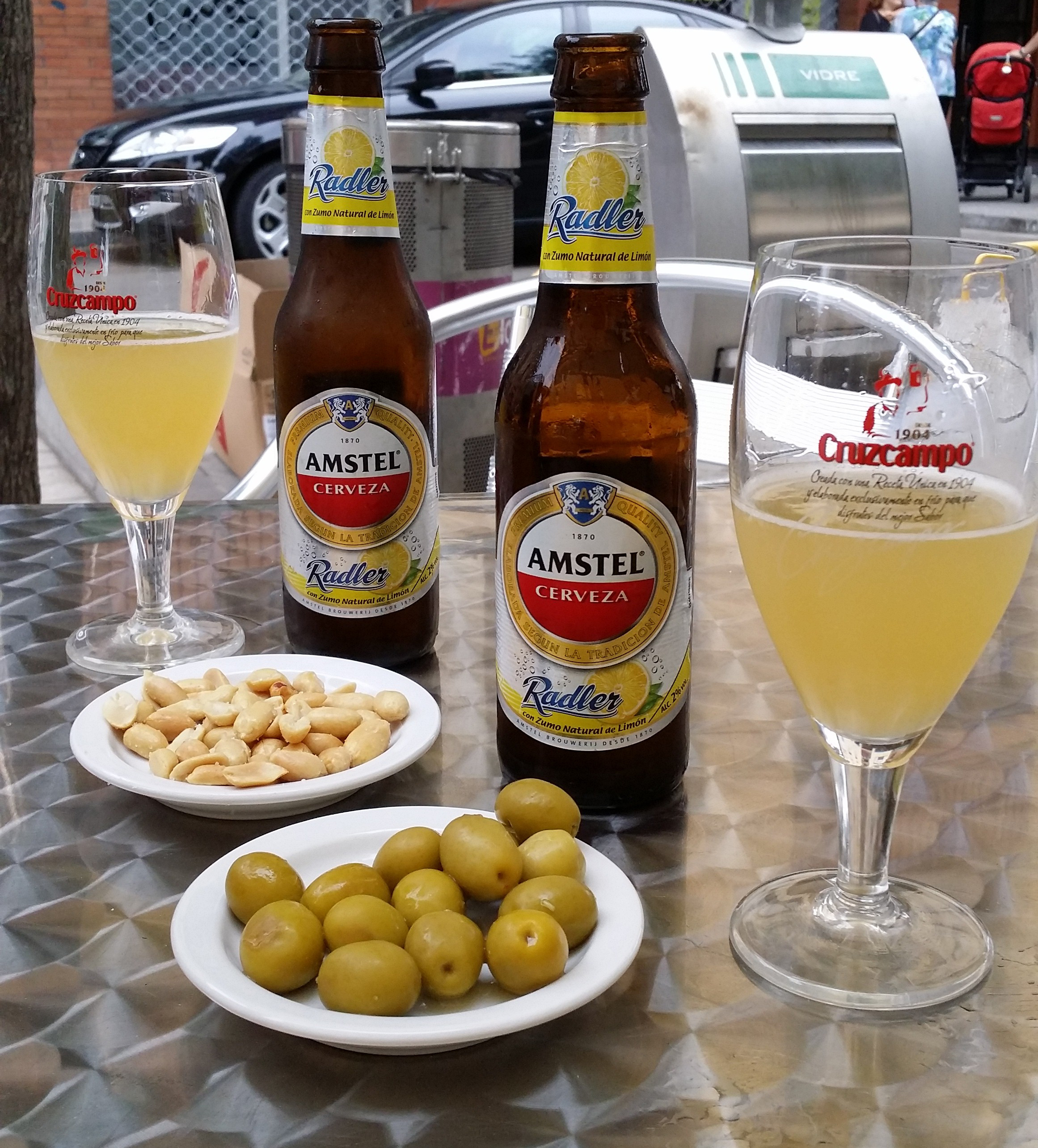

- Amstel
- El Águila
- Amstel SIN

- Amstel Extra

- Amstel Oro
- Amstel Clásica
- Amstel Radler
- Amstel Fresca
- Buckler
- Buckler Negra
- Buckler Blanca
- Buckler Radler*
- Cruz del Sur
- El Alcázar
- El León
- Ladrón de Manzanas
- Legado de Yuste
- Desperados
- Sol
- Latino
- Tiger
- Sagres[7]
- Falke
- La Cibeles[8]

### Marcas distribuidas por Heineken España
Guinness, Paulaner (Original, Trigo, Salvator), Affligem (Blonde, Dubbel, Tripel), Birra Moretti, Foster's, John Smith's, Judas, Maes, Mort Subite, Murphy's, Newcastle Brown Ale, Bulmers y Strongbow.

## Premios y reconocimientos
- Superior Taste Award 2011 y 2012 con 3 estrellas doradas (máxima puntuación). Galardón del International Taste & Quality Institute.